# Bettina Soriat
Bettina Soriat (Linz, 16 marzo 1967) è una cantante e attrice televisiva austriaca.
Ha rappresentato l'Austria all'Eurovision Song Contest 1997 con il brano One Step, classificandosi solo al 21º posto.